# Antiguo Templo de la Compañía de Jesús

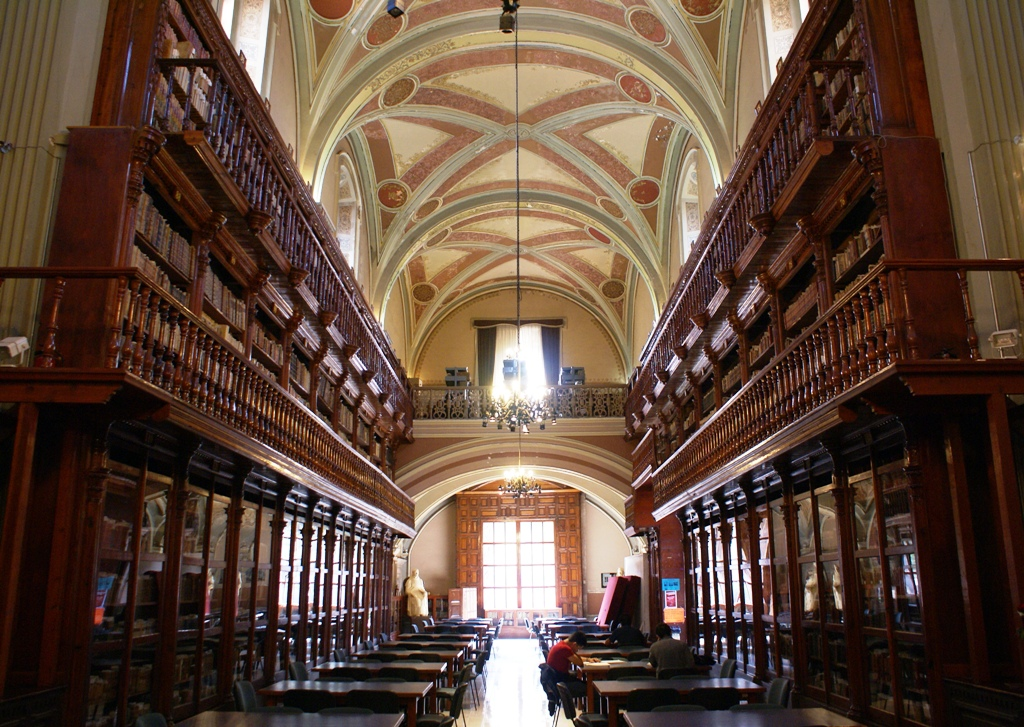
Interior de la nave con la sala de lectura

El antiguo Templo de la Compañía de Jesús es una construcción ubicada en la ciudad de Morelia, Michoacán, México.
Se encuentra en la esquina de la Avenida Madero Poniente y la calle de Nigromante. Fue construido en el siglo XVII para alojar a la compañía de Jesús. Su fachada sigue el estilo planimétrico de la ciudad, con base en el orden toscano, y el imafronte contiene interesantes bajorrelieves.
En el siglo XX se instaló ahí la Biblioteca Pública de la Universidad Michoacana. Ésta se formó con libros del convento franciscano de San Buenaventura, del Colegio Seminario, y con la rica colección del famoso polígrafo michoacano don Mariano de Jesús Torres. En ella se hallan ejemplares antiguos y modernos, así como una interesantísima recopilación de manuscritos de los jesuitas, hecha en 1767.